# Mazingarbe
Mazingarbe är en kommun i departementet Pas-de-Calais i regionen Hauts-de-France i norra Frankrike. Kommunen ligger i kantonen Bully-les-Mines som tillhör arrondissementet Lens. År 2022 hade Mazingarbe 8 164 invånare.

## Befolkningsutveckling
Antalet invånare i kommunen Mazingarbe
| Referens: INSEE |